# Wafa Makhlouf
Wafa Makhlouf (tiếng Ả Rập: وفاء مخلوف) là một chính trị gia người Tunisia, người đồng sáng lập và là thành viên của ủy ban điều hành Nidaa Tounes từ năm 2012  và Giám đốc điều hành của CEED Tunisia. Makhlouf có bằng tốt nghiệp Tài chính. Cô thành lập sáng kiến kinh doanh của riêng mình, một công ty môi trường. Proclean tập trung vào thu gom rác thải gia đình và làm sạch bãi biển cơ giới vào năm 2003.

## Cuộc đời và sự nghiệp
Makhlouf là Giám đốc điều hành của tổ chức CEED. Cô là thành viên của Jeune Chambre economique tại Hammam Chott từ năm 2003 đến năm 2005, là thành viên của CJD (Center des Jeunes Dirigetes) - Trung tâm CEO trẻ ở Tunisia năm 2005 và là chủ tịch của nó vào năm 2011. Cô khởi xướng các nữ doanh nhân đầu tiên ươm tạo và sáng kiến Wajjahni.

## Đời sống chính trị và đề cử
Wafa Makhlouf là một trong những người sáng lập Đảng Chính trị Tunisia Nidaa Tounes. Bà được bầu trong cuộc bầu cử quốc hội năm 2014 và tham gia Quốc hội. Năm 2017, cô tuyên bố sẽ ra tranh cử trong cuộc bầu cử tổng thống được đảng của cô ủng hộ.
Năm 2015, Cô được Arabian Business đề cử là một trong 100 người Ả Rập quyền lực nhất dưới 40.
Năm 2016, Wafa được Amira Yahyaoui đề cử, với tư cách là Nhà lãnh đạo trẻ toàn cầu của Diễn đàn kinh tế thế giới.